# Feria de historieta

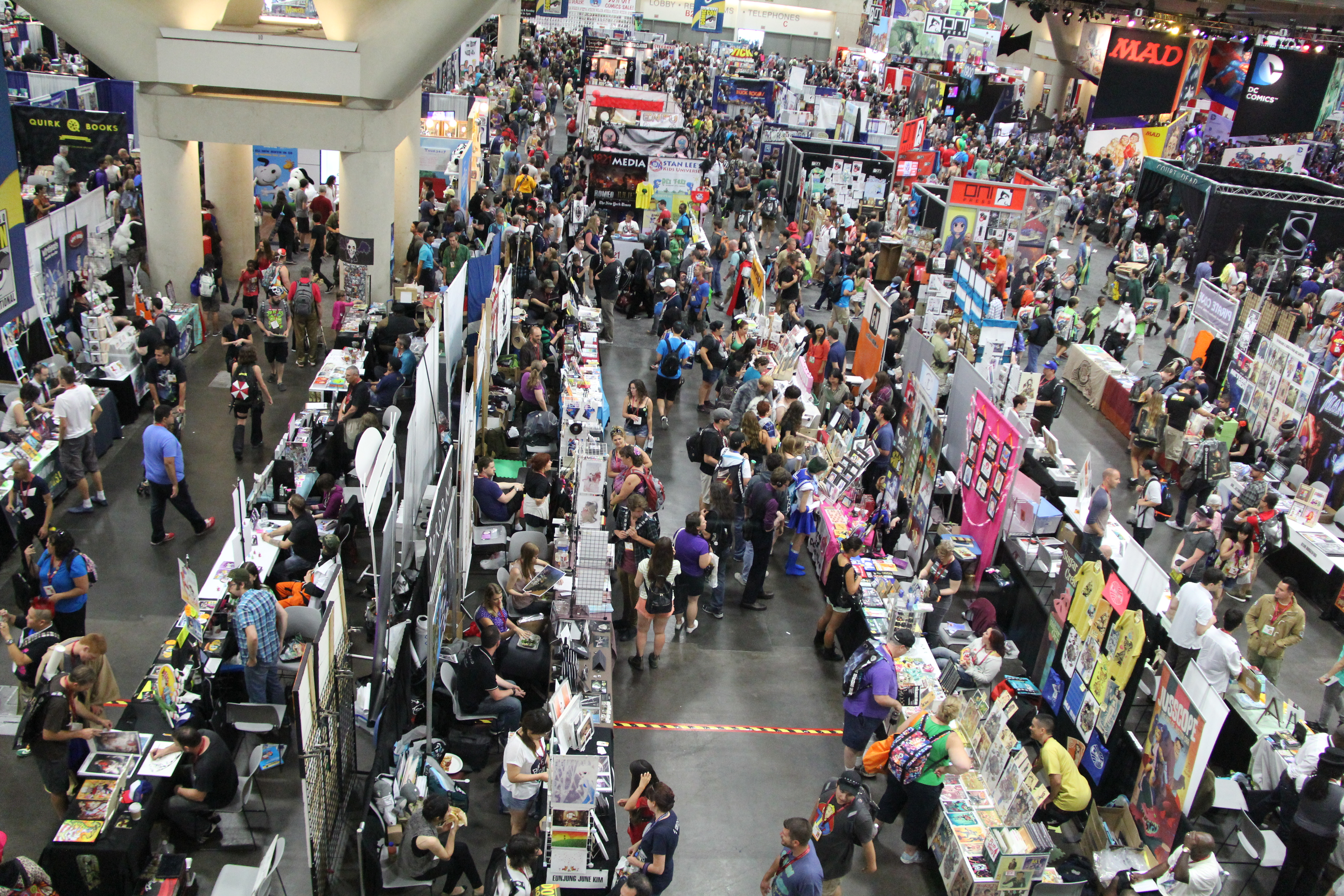
Comic-Con de San Diego 2014.

Una feria de la historieta o feria del cómic es un certamen donde se reúnen autores, editores o lectores de historietas, para favorecer su difusión o venta. Abarca certámenes, entregas de premios, festivales, jornadas, muestras, salones, etc. Para la teórica Francisca Lladó:

Este tipo de manifestaciones permiten el acercamiento entre lectores, dibujantes, agentes editoriales y críticos, adoptando planteamientos de feed-back desde el momento en que permiten a las partes interesadas una mayor toma de conciencia de la problemática del cómic y de las exigencias del público en un momento dado.

## Historia
A partir de 1962, se afianza una nueva conciencia del medio, sobre todo en Francia e Italia. Se crean instituciones para el estudio del medio como el CELEG (Centre d’Etude des Littératures d’Expression Graphique), y el SOCERLID (Société d’Etudes et de Recherches des Littératures Dessinnées), que lanzan sus propias revistas. Se celebran también congresos italianos como el de Bordighera (1965) y el Lucca Comics & Games (1966 ), así como una monumental exposición de historietas estadounidenses y francesas en el Museo de Artes Decorativas del Palacio del Louvre (1967) y una Bienal Mundial de la Historieta, en el Instituto Torcuato Di Tella (1968).
En los 70, se inauguran la Comic-Con San Diego (1970), el Salón de Asturias (1972) y el Festival de Angulema (1974), que aún siguen activos. También se empiezan a entregar premios como el Saint-Michel (1971) en la ciudad de Bruselas.
En los 80, se crea el Salón Internacional del Cómic de Barcelona y se empieza a entregar el Jack Kirby Award (1985) para deslindarse en 1988 entre el Premio Eisner y el Premio Harvey. y el Premio Haxtur (1985) en la ciudad de Gijón, en el seno del Salón Internacional del Cómic del Principado de Asturias. 

En los 90, empiezan a proliferar por todo el mundo las ferias dedicadas en exclusiva al manga y el anime.
- En Argentina, Leyendas (1999).

- En México, la desaparecidas MECyF (organizada por Vid), CONQUE y la única que todavía queda vigente, La Mole Comic Con Internacional que cumplió 20 años en noviembre de 2016.
- En España, el más importante es el Salón del Manga de Barcelona (1995), pero también se inauguraron el Salón Internacional del Cómic de Granada (1994), las Jornadas Internacionales del Cómic Villa de Avilés (1996), Expocómic y Viñetas desde el Atlántico, ambos en 1998.

Nuevos salones se inauguraron en el nuevo siglo: Montevideo Comics (2002), Salón del Cómic y del Manga de Getxo (2002), Salón del Cómic de Zaragoza (2002), Festival Viñetas Sueltas (2008), SOFA (evento) (2009), etc.

## Categorías
Aunque no hay una categorización oficial, como en el caso de las exposiciones universales (internacional, mundial, universal..), generalmente se suele reservar el vocablo «salón» para aquellos actos organizados por empresas, entidades no lucrativas o instituciones profesionales que suelen conjugar una importante área comercial junto a actividades culturales o recreativas para los aficionados asistentes[cita requerida].
Por otra parte existen otro tipo de actos similares, aunque en menor escala que se suelen denominar convenciones y jornadas.

## Actividades
Durante el transcurso de estas ferias, suelen celebrarse:
- Competencias de trivia, juegos de rol, juegos de cartas coleccionables , videojuegos , la web (a menudo en formato LAN party).
- Sorteos.
- Conferencias y mesas redondas: charlas entre distintos entendidos y profesionales del tema, a veces con la participación del público.
- Exposiciones.
- Proyecciones de películas, episodios de series y avances, a menudo de  producciones amateurs.
- Venta de cómics, originales y otros productos relacionados.[3]

Las exposiciones de manga y anime, además de centrarse en el manga y el anime, o la cultura del Japón en general, han añadido más actividades: 
- Karaoke: escenario con micrófonos donde el público interpreta sus temas preferidos de series o películas de anime o bien de jpop, con o sin concurso añadido.
- Cosplay: palabra de origen japonés (viene del término costume-play), es un concurso de disfraces del mundo del manga y anime, aunque a veces incluye otros géneros, como grupos musicales o ciencia ficción, películas o videojuegos.
- Juegos japoneses: exhibiciones y partidas de juegos clásicos japoneses como el "go" o el "shōgi".
- Cultura japonesa: charlas o exhibiciones sobre la cultura nipona, más allá de su cultura popular (manga, anime, jpop).